# Service de santé des gens de mer
Le service de santé des gens de mer (SSGM) est le service français de médecine de prévention des marins professionnels. Ce service est placé au sein de la direction générale des affaires maritimes, de la pêche et de l'aquaculture (DGAMPA) et de services interrégionaux dans chacune des directions interrégionales de la mer.
Les gens de mer sont l'ensemble des personnes exerçant leur activité professionnelle en mer qu'ils participent à la conduite, à la marche ou à l'entretien du navire ou qu'ils réalisent les opérations commerciales ou techniques. Les marins suivis par le SSGM, sont ceux de la pêche, de la conchyliculture, de la marine marchande, des services portuaires et de la plaisance professionnelle. 

## Missions
L’activité du SSGM est régie par une législation complexe nationale (code du travail, code des transports) et internationale (convention du travail maritime de l’Organisation internationale du travail en ce qui concerne l’hygiène et la santé à bord, réglementations de l’Organisation maritime internationale en matière de sécurité et de formation des gens de mer).

### Missions de santé au travail[2]
- Préservation de la santé au cours du travail maritime
- Évaluation des expositions professionnelles et prévention des risques professionnels maritimes
- Suivi de leurs conséquences sur la santé des marins au cours de la carrière professionnelle
- Études des postes et des organisations de travail sur les navires
- Information et aide aux armateurs en ce qui concerne la santé et la médecine du travail à bord
- Participation aux comités d'hygiène, de sécurité et des conditions de travail (CHSCT) des entreprises maritimes

### Missions régaliennes
- Réalisation des visites médicales d'aptitude à la navigation des marins professionnels. Elles permettent de s’assurer que l’état de santé de la personne est compatible avec les contraintes de la vie à bord et qu’elle ne risque pas de présenter une maladie grave en pleine mer. Cette visite médicale obligatoire est encadrée par des normes et des recommandations du ministère chargé de la mer et de l’Organisation internationale du travail.
- Élaboration des normes juridiques en matière de santé au travail des Gens de Mer et d’aptitude médicale à la navigation.
- Participation aux visites de navires soit dans le cadre des inspections de sécurité des affaires maritimes, soit à l’initiative du médecin. Ces visites permettent de contrôler les conditions de travail et de vie à bord, l’hygiène générale du navire, les installations médicales et les pharmacies embarquées. Les personnels du SSGM ont le libre accès à bord des navires battant pavillon français.

### Missions d’enseignement médical
Les médecins et infirmiers participent à l’éducation à la santé des marins et à l’enseignement des matières médicales dans les établissements d’enseignement maritime : École nationale supérieure maritime, lycées professionnels maritimes et aquacoles et centres de formation continue professionnelle pour adultes.
En collaboration avec le Centre de consultation médicale maritime de Toulouse, ils dispensent les formations médicales théoriques et pratiques aux responsables des soins à bord permettant ainsi la prise en charge des malades et des blessés. Sur la plupart des navires, les responsables des soins sont des marins et non des médecins ou des infirmiers.

### Mission d’assistance médicale en mer
Bien que cette mission ne soit pas spécifiquement mise en œuvre par le SSGM, ce dernier y est étroitement associé. Il travaille en synergie avec les médecins du Centre de consultation médicale maritime, organisme officiellement chargé de cette mission, en leur fournissant les informations médicales nécessaires aux téléconsultations au profit des gens de mer.

### Missions de veille épidémiologique
- Recueil des données statistiques d’accidentologie au travail pour la base de données européenne « Eurostat »
- Élaboration du rapport annuel sur les accidents de travail et les maladies professionnelles maritimes

## Histoire
Sans remonter aux Ordonnances dites de Colbert, 1681, qui, pour faciliter le recrutement des équipages des navires de guerre, compensèrent cette sujétion imposée aux marins du commerce et de la pêche par des mesures sociales sous forme de pensions et surtout d’assistance médicale totale et gratuite, et prévoyant l’embarquement de « chirurgiens-barbiers » sur les navires pour assurer le soutien médical des marins, il faudra attendre la loi du 13 décembre 1926, portant Code du travail maritime, pour qu’apparaisse l’obligation de visite médicale confiée d’ailleurs à des « médecins de compagnie » : « un médecin, agréé ou désigné, peut effectuer les visites d’embarquement à défaut de médecin du navire ».
Une circulaire du 10 avril 1936 prévoyait l’organisation des visites médicales par des médecins désignés et nommés par le directeur de l’inscription maritime.
C’est en 1940 que le principe de l’origine « Marine nationale » de ces médecins est né pour une raison tenant à la nécessité de « camoufler » aux Occupants une partie des effectifs des médecins de la marine. Un arrêté de décembre 1940 institue à la direction de la flotte de commerce un « bureau de l’hygiène de la Marine marchande », auquel seront affectés des médecins militaires « civilisés » pour servir dans les ports. Après la libération, un arrêté du 25 août 1948 le confirme.
Cette situation a convenu à tous et la Défense nationale a, en 1950, donné son aval à un décret, proposé par le ministre de la Marine marchande, régularisant cet état de fait en créant officiellement le « service de santé de la marine marchande ».
Le « service de santé des gens de mer » acquiert son nom un peu plus tard, après 1965  – date de la fin de l’inscription maritime -, par similitude avec les « médecins des gens de mer ». Un arrêté n° 6 du 24 mars 1977 réglant l’organisation et le fonctionnement des services de santé de la marine marchande prévoit expressément le « SSGM ».
La tradition militaire de ces médecins s’est toutefois estompée pour deux raisons : l’une tient à la fusion dans les années 65 en service de santé interarmes des médecins, faisant perdre aux médecins de  marine leur spécificité et d’autre part par la contrainte en personnel pesant sur la Défense nationale. Cette contrainte a conduit le ministère chargé de la mer à recruter des médecins le plus souvent issus de la médecine du travail.
L’appellation de « médecins des gens de mer » est reconnue par le biais du décret n° 84-810 du 30 août 1984 relatif à la sauvegarde de la vie humaine, à l'habitabilité à bord des navires et à la prévention de la pollution. 
Enfin, la loi a hissé le « SSGM » à son niveau, pour la 1re fois, par l’effet de l'article 47 de la loi n° 2006-10 du 5 janvier 2006 de la loi relative à la sécurité et au développement des transports par un article ainsi rédigé :
« L'aptitude physique à l'exercice de la profession de marin et à la navigation est contrôlée par le service de santé des gens de mer, qui assure les missions de service de santé au travail définies au titre IV du livre II. Les conditions d'organisation et de fonctionnement du service de santé des gens de mer sont déterminées par décret en Conseil d'État. ».
Deux décrets en Conseil d’État (n°2015-1574 et 201561575 du 3 décembre 2015), ont officialisé après 75 ans d’existence, le Service de santé des gens de mer tout en précisant les modalités de mise en œuvre de la médecine préventive pour les marins. Ces dispositions ont été intégrées au code des transports (art. R. 5521-1 à R. 5521-14, R. 5545-6 à R. 5545-6-43, R. 5549-1 et dispositions spécifiques aux départements et collectivités d'outre-mer) par le décret n° 2025-349 du 14 avril 2025. 
Les actions du SSGM ont beaucoup évolué au cours de son histoire car s’adaptant aux pathologies présentées par les gens de mer, aux changements de la médecine du travail et aux enjeux de santé publique. Au cours et au décours de la deuxième guerre mondiale, ces médecins ont eu un large rôle de médecins de santé publique participant au dépistage et au traitement des grandes endémies, en particulier de la tuberculose. Suivant les principes hygiénistes de la médecine du travail d’alors, leur rôle a été à partir des années soixante-dix, celui d’un médecin d’aptitude à la navigation et au poste de travail. Néanmoins, les marins travaillant dans un milieu industriel, ont été soumis à de nombreuses substances toxiques à l’origine de pathologies professionnelles en particulier celles liées au benzène et à l’amiante. Tout en gardant un rôle de médecine d’aptitude, le SSGM prend depuis 2000 mieux en compte ces risques, adoptant résolument, un rôle de préventeur vis-à-vis des risques professionnels maritimes. Les enjeux actuels sont le taux élevé d’accidents du travail, la fréquence des troubles musculo-squelettiques, les conséquences des expositions passées à l’amiante et la prévention des addictions.

## Organisation
Le Service de santé des gens de mer est dirigé par un médecin, chef de service, placé au sein de la direction des affaires maritimes. Répartis sur le littoral, les services médicaux sont composés de médecins et d’infirmiers des gens de mer qui travaillent la plupart du temps en binômes. Ces services médicaux sont regroupés en régions dans chaque Direction interrégionale de la mer sous la responsabilité d’un médecin-chef interrégional. Il en existe quatre situées au Havre pour Manche est et Mer du Nord, à Nantes pour Nord-Atlantique et Manche ouest, à Bordeaux pour Sud-Atlantique et à Marseille pour la Méditerranée. Outre les attributions habituelles d’un médecin des gens de mer, ces médecins interrégionaux animent le collège médical maritime qui est la commission de recours envers une décision d’un médecin des gens de mer.

## Spécificités du travail en mer
Le travail en mer et la médecine maritime s’exercent dans un milieu aux nombreuses spécificités. La plupart des navires n’embarquent pas de personnel médical et les blessés et les malades seront pris en charge par un officier, responsable des soins à bord aidé par un médecin du Centre de consultation médicale maritime, centre de télémédecine dédié aux gens de mer. La navigation entraîne des délais d’accès aux structures de soins à terre. Ce délai peut être de plusieurs jours et une évacuation sanitaire par hélicoptère n’est possible que dans les zones côtières. Les professionnels sont sujets à de nombreux accidents du travail maritime dont le taux de survenue est équivalent à celui des autres secteurs des transports ou du BTP. La mortalité au travail est particulièrement élevée ; elle a été dix fois supérieure à celle de l’ensemble des salariés en France en 2014. Enfin, le navire, lieu de travail, est aussi pour beaucoup de gens de mer, un lieu de vie. L’éloignement en mer, les contraintes organisationnelles tant à bord que pour les familles sont à l’origine de forts risques psycho-sociaux. 
La nature des risques professionnels pour la santé des gens de mer est en perpétuelle évolution comme le montre l’histoire de ces maladies professionnelles. À partir de 1970, une véritable épidémie de leucémie a atteint les personnels mécaniciens durant deux décennies. Ces maladies trouvaient leur origine dans l’exposition aux vapeurs des produits pétroliers raffinés riches en benzène. Un changement dans les méthodes d’embarquement et de débarquement de ces produits a permis de fortement atténuer l’exposition des personnels et ces pathologies ont maintenant la même incidence chez les marins que dans la population générale. Plus récemment, les maladies en relation avec les poussières d’amiante ont fortement cru depuis 1990. Heureusement, leur incidence décroît depuis 2006 permettant de penser que pour les marins, le pic de l’épidémie est passé. 
Il reste cependant des enjeux essentiels pour la santé des gens de mer et leur protection vis-à-vis des nombreuses expositions professionnelles : les troubles musculo-squelettiques, l’exposition aux allergènes, les risques psycho-sociaux, la vulnérabilité au travail, les pathologies émergentes, les pathologies d’importation, l’exposition aux hautes pressions…Ces contraintes professionnelles ont un coût fort pour les gens de mer en termes de protection de leur santé mais aussi pour la collectivité nationale en termes de prise en charge des malades. La santé demeurera donc, à n’en point douter, un des déterminants économiques majeurs en particulier pour les évolutions des organisations du travail notamment en mer.

## Journées de la médecine des gens de mer
Organisées tous les deux ans par le Service de santé des gens de mer, les journées de la médecine des gens de mer réunissent les professionnels de santé œuvrant pour des marins et les représentants des administrations et des compagnies maritimes. Elles sont placées sous le signe de l’interdisciplinarité faisant intervenir des orateurs de formations et de modes d’exercice professionnel très divers. Elles permettent de croiser les connaissances et les approches sur des sujets d’actualité et de faire un panorama complet des enjeux de la médecine maritime.